# Anders Rechardt
Anders Rechardt, född 1749, död 1815, var en svensk rådman och politiker.

## Biografi
Anders Rechardt föddes 1749 och var rådman i Torneå. Rechardt avled 1815.
Rechardt var riksdagsledamot för borgarståndet i Torneå vid riksdagen 1789, riksdagen 1792 och riksdagen 1800.
Rechardt gifte sig med Anna Lythraeus.